# Piasecki HUP

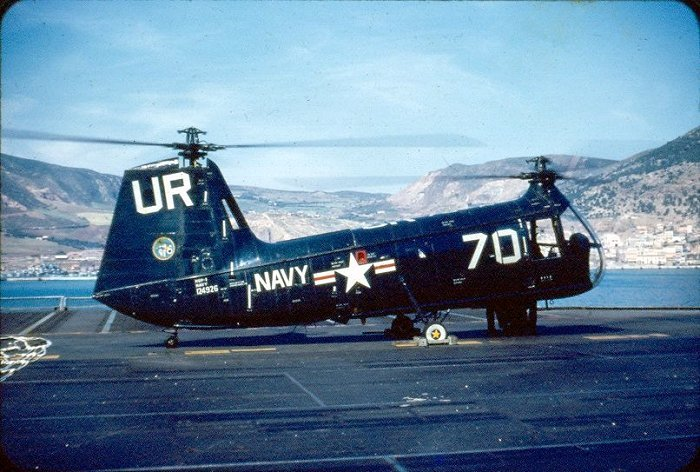
Un HUP-1 de l'US Navy

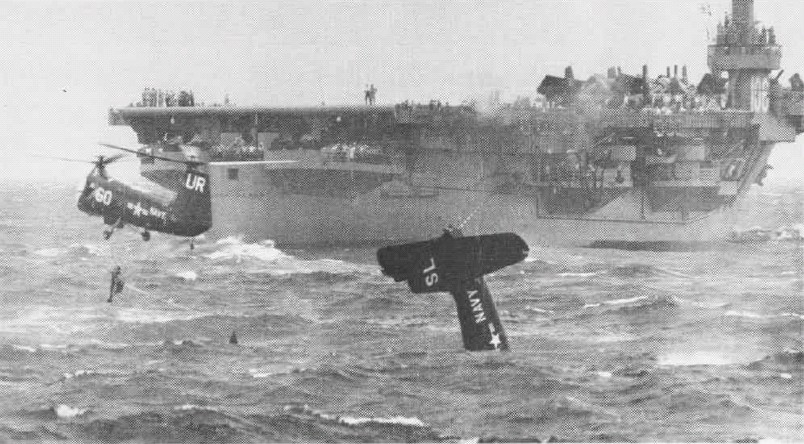
12 aout 1953, un Piasecki HUP récupère l'équipage d'un Grumman AF-2 Guardian du squadron VS-22 de lutte anti-sous-marin. Le porte-avions d'escorte USS Block Island (CVE-106) est en arrière plan

Le Piasecki HUP est un hélicoptère utilitaire à rotors en tandem (surnommé « Army Mule », la « mule de l'armée ») développé par Piasecki Helicopter.

## Utilisateurs
- Canada
  - Marine royale canadienne
- France
  - Marine nationale, 19 exemplaires livrés, en service de 1953 à 1964.
- États-Unis: 
  - US Army
  - US Navy